# Idris nigricans
Idris nigricans är en stekelart som beskrevs av Kononova och Mikhail Vasilievich Kozlov 2001. Idris nigricans ingår i släktet Idris och familjen Scelionidae. Inga underarter finns listade i Catalogue of Life.